# Crisis del café
La crisis del café fue el período entre 1998 y 2004 en el que los precios que recibieron los productores de café no cesaron de bajar. Terminó a finales de 2004 cuando los precios crecieron otra vez. Según la Organización Internacional del Café fue «el peor período de bajos precios del que se tiene constancia».